# Madifushi (Meemu-Atoll)
Madifushi ist eine Insel des Mulaku-Atolls (Meemu Atolhu) im Süden des Inselstaates Malediven in der Lakkadivensee des Indischen Ozeans. Madifushi hat eine Fläche von 11,6 ha und trägt ein Hotel (Madifushi Island Resort and Spa).

## Geographie
Die Insel liegt am Osteck des Atolls zusammen mit der größeren Schwesterinsel Raiymandhoo. Sie ist oval und etwa 700 m lang. Circa 6 km weiter westlich liegt Maduvvari, im Süden schließt sich Erruhhuraa an.
Zur Lagune hin ist die Insel durch gleich zwei vorgelagerte Riffe getrennt.